# Kim Ki-duk
Kim Ki-duk (coreà: 김기덕)  (Bonghwa, 20 de desembre de 1960 - Riga, 11 de desembre de 2020) fou un director de cinema sud-coreà. Era un dels més coneguts representants de l'avantguarda cinematogràfica d'aquest país. Provinent d'una família de classe obrera, no havia rebut formació tècnica com a cineasta i va començar la seva carrera a la relativament tardana edat de 33 anys com a guionista i director.
Autor d'una dotzena d'obres de vegades altament experimentals, és distintiu pel ritme pausat del seu cinema, el fort contingut visual moltes vegades cruent, l'ús dels diàlegs lents i l'èmfasi en elements criminals o marginals de la societat. Aquest últim aspecte reflecteix la posició de Kim dintre de la societat sud-coreana en general, i l'àmbit fílmic en particular.

## Biografia
Kim Ki-duk va néixer el 20 de desembre de 1960 a Bonghwa, a la província de Gyengsang del Nord. La seva família es va traslladar a Seül quan tenia 9 anys, es va educar per a treballar a l'agricultura, però va abandonar la seva formació per a treballar com a obrer fabril als 17 anys. Es va allistar a la infanteria de marina de l'exèrcit sud-coreà als 20 anys, i va prestar servei com a suboficial fins als 25; a la seva baixa, es va dedicar a la pintura —una afició des de nen—, guanyant-se la vida com a acòlit a un temple budista.
Kim va anar a París on va acudir per primera vegada al cinema; entre les primeres pel·lícules que va veure, hi ha El silenci dels anyells de Jonathan Demme, i Les Amants du Pont-Neuf, de Leos Carax, que li van causar, ambdues, una gran impressió. De retorn en el seu país natal, la seva recent descoberta afició el va dur a presentar-se a diversos concursos de guió; el 1993 va obtenir el premi major de l'Institut Nacional del Guió de Corea del Sud per Un pintor i un criminal condemnat a mort. El 1994 va assolir la tercera plaça del concurs organitzat pel Consell Coreà de Cinema (KOFIC) amb Doble exposició, i a l'any següent el premi major del KOFIC per Encreuament imprudent. Encara que cap d'aquests guions va arribar a rodar-se, el seu èxit li va permetre obtenir un contracte amb Joyoung Films per a rodar Cocodril (악어, Ag-o), la brutal història d'un grup de persones sense llar que viuen sota un pont sobrevivint a força d'astúcia i violència. Ag-o va anticipar la conjunció de fotografia delicada i trama brutal que caracteritzaria l'obra subsegüent de Kim; va obtenir poc èxit amb la premsa local, però va aconseguir una plaça en el Festival Internacional de Cinema de Busan, on es va projectar en la secció Panorama Coreà.
El festival de Busan seria un dels principals punts d'exhibició de Kim en els anys següents. El seu primer guió es va transformar en Animals salvatges (야생동물 보호구역, Yasaeng dongmul bohoguyeog), rodada l'any 1996 als carrers de París, que es va exhibir en el Festival Internacional de Vancouver. El 1998 La porta blava (파란대문, Paren daemun) es va elaborar sobre un altre guió premiat pel KOFIC i va tenir major exposició internacional, projectant-se a la Berlinale i al Festival Internacional de Cinema de Karlovy Vary; un canvi rotund en l'estil fílmic de l'autor, és un híbrid entre melodrama adolescent i denúncia social, ambientat en una petita ciutat portuària on una jove prostituta és l'únic suport de la família que manté el petit hostal on duu els seus clients.
El 2000 rodaria dues pel·lícules: la molt experimental Ficció veritable (실제상황, Siljae Sanghwang), rodada en tot just 200 minuts i muntada en temps real, sobre un artista rondaire, la seva ex-xicota, i altres personatges que travessen la plaça en la qual aquest oferix les seves obres durant l'hora llarga que dura el film, i l'obra que li representaria el salt a la fama i crítica internacional: L'Illa (섬, Seom). Una narració de la relació entre un fugitiu de la llei i la propietària d'un centre de pesca, en la qual els inquilins habiten botigues flotants en el llac. L'illa es va fer notòria entre altres coses per la cruesa d'algunes de les seves escenes, que van dur al desmai d'un crític durant la première al Festival Internacional de Cinema de Venècia. La presència d'una prostituta, una figura recurrent a la filmografia de Kim, va atreure la ira del públic coreà, i la violència d'algunes de les escenes va provocar reaccions de desgrat, però l'obra va establir fermament al seu autor com una presència significativa, i es va projectar en una dotzena de festivals en tot el món. Domicili desconegut (수취인불명) va obrir el festival de Venècia l'any següent, i Gent dolenta (나쁜 남자 Nabbeun namja) —una nova incursió en el món de la prostitució forçosa i la violència com vincle amorós— va ser el seu primer èxit de taquilla, entre altres raons gràcies a la presència de Jo Jae-hyeon en el paper principal.
La seva següent pel·lícula, El guardacostes (Hae anseon) va comptar amb la presència d'una estrella local, Jang Dong-kun, però va resultar menys efectiva que les anteriors. L'any 2003 Primavera, estiu, tardor, hivern... i altra vegada primavera (봄여름가을겨울그리고봄, Bom yeoreum gaeul gyeoul geurigo bom) va atreure novament l'atenció massiva, sobretot per la major accessibilitat d'un film desproveït per complet de violència. Amb la primera presència de Kim enfront de les càmeres en el paper d'un ancià monjo budista, les seves obsessions amb la violència, la crueltat i la futilitat cíclica de la vida es desplacen ara al comentari de les diverses passions que travessen la vida d'una persona. Va ser també la primera de les seves pel·lícules a arribar a distribució a gran escala fora dels festivals i, va fixar les bases perquè les posteriors La noia samaritana (que va obtenir l'Os de Plata al millor director a Berlín en el 2004) i Bin-jip (guanyadora del premi equivalent a Venècia) apareguessin en el circuit comercial.

## Filmografia
| Any  | Títol (en català o internacional)*              | Títol en hangul                | Títol transliterat                   |
| ---- | ----------------------------------------------- | ------------------------------ | ------------------------------------ |
| 1996 | Crocodile                                       | 악어                           | Ag-o                                 |
| 1996 | Wild Animals                                    | 야생동물 보호구역              | Yasaeng dongmul bohoguyeog           |
| 1998 | Birdcage Inn                                    | 파란 대문                      | Paran daemun                         |
| 2000 | The Isle                                        | 섬                             | Seom                                 |
| 2000 | Real Fiction                                    | 실제 상황                      | Shilje sanghwang                     |
| 2001 | Address Unknown                                 | 수취인 불명                    | Suchwiin bulmyeong                   |
| 2001 | Bad Guy                                         | 나쁜 남자                      | Nabbeun namja                        |
| 2002 | The Coast Guard                                 | 해안선                         | Haeanseon                            |
| 2003 | Primavera, estiu, tardor, hivern i... primavera | 봄, 여름, 가을, 겨울 그리고 봄 | Bom yeoreum gaeul gyeoul geurigo bom |
| 2004 | La noia samaritana                              | 사마리아                       | Samaria                              |
| 2004 | 3-Iron                                          | 빈 집                          | Bin-jip                              |
| 2005 | The Bow                                         | 활                             | Hwal                                 |
| 2006 | Time                                            | 시간                           | Shi gan                              |
| 2007 | Breath                                          | 숨                             | Soom                                 |
| 2008 | Dream                                           | 비몽                           | Bimong                               |
| 2011 | Arirang                                         | 아리랑                         | Arirang                              |
| 2011 | Amen                                            |                                |                                      |
| 2012 | Pietà                                           | 피에타                         | Pieta                                |
| 2013 | Moebius                                         | 뫼비우스                       | Moebius                              |
| 2014 | One on One                                      | 일대일                         | Il-dae-il                            |
| 2015 | Stop                                            | 스톱                           | Seutop                               |
| N/A  | Net                                             | 그물                           | Geumul                               |
| N/A  | Who Is God                                      | '                              | '                                    |

(*) Títol internacional de la pel·lícula en anglès, excepte si el té en català.